# Pieter Meekels
Pieter Meekels (Grevenbicht, 19 september 1955) is een voormalig Nederlands politicus. Hij zat 36 jaar in de lokale politiek van Born en Sittard-Geleen, als raadslid en wethouder. In tijden dat hij geen wethouder was, werkte hij als gemeentesecretaris van Maastricht. In 2014 en 2023 was hij voorzitter van de lokale organisatie van het Oud Limburgs Schuttersfeest.

## Carrière
Meekels stapte na de gemeentelijk herindeling in 1982 de politiek in. Bij de herindeling werden de gemeenten Grevenbicht en Obbicht en Papenhoven bij de gemeente Born gevoegd. De kleine kernen, waaronder zijn woonplaats Buchten, liepen het gevaar om subsidies mis te lopen. Meekels probeerde dit eerst in het CDA te voorkomen, maar stapte vlug over naar de lokale partij Grevenbicht-Obbicht-Born (GOB) en werd bij de eerstvolgende verkiezingen in 1986 raadslid.
Pieter Meekels is lid van de politieke groepering GOB (Geloofwaardig, Open, Betrouwbaar).
Meekels studeerde aan de HEAO en volgde diverse vakopleidingen op het gebied van openbaar bestuur en financiën.
Hij startte zijn loopbaan in 1977 als financieel medewerker van de toenmalige gemeente Born. Vanaf 1984 is hij in dienst van de gemeente Maastricht. Hij bekleedde de functie van gemeentesecretaris voordat hij in 2006 wethouder werd in Sittard-Geleen.
Van 1986 tot 2000 was hij raadslid in de gemeente Born, van 1990 tot 1992 was hij tevens wethouder. Na de herindeling van Born met Sittard en Geleen (1-1-2001)werd hij in de raad van Sittard-Geleen gekozen. Tot 2003 was hij wethouder, daarna raadslid.
In 2006 werd Meekels wederom wethouder in Sittard-Geleen en locoburgemeester. Bij de gemeenteraadsverkiezingen in 2006 haalde hij de meeste voorkeurstemmen in Sittard-Geleen: 3750. In 2010 haalde hij 3683 voorkeurstemmen en prolongeerde hiermee het wethouderschap en het locoburgemeesterschap. In 2018 was hij opnieuw lijsttrekker en werd GOB de grootste partij met 9.345 stemmen. Hierna kreeg Meekels de zwaarste portefeuille.
Hij was verantwoordelijk voor financiën en overige middelen, economische zaken, wijkgericht werken, deelnemingen en samenwerkingsrelaties, personeel en organisatie, vastgoed, arbeidsmarkt, sociale werkvoorziening, toerisme en recreatie, kennisinfrastructuur en communicatie. Daarnaast was hij coördinerend wethouder Sociaal Economische Ontwikkelingsvisie, ontwikkelingsvisie Kasteel Born, Railinfra Chemelot, Impuls 2005, Bedrijvenstad Fortuna, sanering woonwagencentrum Tudderenderweg en Stadsdeelwethouder Stadsdeel 1. Vanaf juli 2020 was hij voorzitter van de pijler Economie en Werk van de G40. 
Meekels stelde zich niet meer herkiesbaar voor de gemeenteraadsverkiezingen van 2022 en ging erna met pensioen. Bij zijn afscheid in de Stadsschouwburg van Sittard, in mei 2022, werd Meekels benoemd tot ereburger van Sittard-Geleen. Bij de oprichting van de Stichting OLS 2023 Born, werd Meekels opnieuw voorzitter van de lokale organisatie. In 2024 was hij jurylid van het Limburgs kampioenschap Zaate Hermeniekes 2024.